# No Angels
No Angels je dívčí popová kapela z Německa, která vznikla v roce 2000. Původní složení tvořilo pět členek – Nadja Benaissa, Lucy Diakovska, Sandy Mölling, Vanessa Petruo a Jessica Wahls. Skupina debutovala v mezinárodní televizní talentové show Popstars. Po velkém úspěchu se singlem „Daylight In Your Eyes“ a s debutovým albem Elle'ments v roce 2001 přišla řada hitů a skupina se stala jednou z nejúspěšnějších ženských kapel dekády. Se čtyřmi hity, čtyřmi alby a prodejem více než 5 milionů nosičů se skupina stala jednou z nejprodávanějších německých dívčích skupin všech dob. a v roce 2000 v kontinentální Evropě vyhrály tři Echos, World Music Awards, NRJ Music Awards, Comets, Bambi a Goldene Kamera.
V roce 2004 se skupina rozpadla a dívky se rozhodly pro individuální kariéru. V roce 2007 se čtyři bývalé členky daly znovu dohromady a vydaly album Destiny. O rok později reprezentovaly Německo na Eurovision Song Contest 2008, kde skončily s písní „Disappear“ na 23. místě. Druhé album Welcome to the Dance bylo vydáno v roce 2009. V roce 2010 ze skupiny odešla Nadja Benaissa a skupina se v roce 2014 definitivně rozpadla podruhé. Na začátku roku 2021 se skupina dala opět dohromady a vydala album 20.

## Členky
|                | 2000      | 2001      | 2002      | 2003      | 2004      | 2005 | 2006 | 2007      | 2008      | 2009      | 2010      | 2011      | 2012      | 2013      | 2014      | 2015 | 2016 | 2017 | 2018 | 2019 | 2020 | 2021  | 2022  | 2023  | 2024  | 2025  |
| -------------- | --------- | --------- | --------- | --------- | --------- | ---- | ---- | --------- | --------- | --------- | --------- | --------- | --------- | --------- | --------- | ---- | ---- | ---- | ---- | ---- | ---- | ----- | ----- | ----- | ----- | ----- |
| Vanessa Petruo | 2000–2004 | 2000–2004 | 2000–2004 | 2000–2004 | 2000–2004 |      |      |           |           |           |           |           |           |           |           |      |      |      |      |      |      |       |       |       |       |       |
| Nadja Benaissa | 2000–2004 | 2000–2004 | 2000–2004 | 2000–2004 | 2000–2004 |      |      | 2007–2010 | 2007–2010 | 2007–2010 | 2007–2010 |           |           |           |           |      |      |      |      |      |      | 2021– | 2021– | 2021– | 2021– | 2021– |
| Lucy Diakovska | 2000–2004 | 2000–2004 | 2000–2004 | 2000–2004 | 2000–2004 |      |      | 2007–2014 | 2007–2014 | 2007–2014 | 2007–2014 | 2007–2014 | 2007–2014 | 2007–2014 | 2007–2014 |      |      |      |      |      |      | 2021– | 2021– | 2021– | 2021– | 2021– |
| Sandy Mölling  | 2000–2004 | 2000–2004 | 2000–2004 | 2000–2004 | 2000–2004 |      |      | 2007–2014 | 2007–2014 | 2007–2014 | 2007–2014 | 2007–2014 | 2007–2014 | 2007–2014 | 2007–2014 |      |      |      |      |      |      | 2021– | 2021– | 2021– | 2021– | 2021– |
| Jessica Wahls  | 2000–2002 | 2000–2002 | 2000–2002 |           | 2004      |      |      | 2007–2014 | 2007–2014 | 2007–2014 | 2007–2014 | 2007–2014 | 2007–2014 | 2007–2014 | 2007–2014 |      |      |      |      |      |      | 2021– | 2021– | 2021– | 2021– | 2021– |

## Alba
- Elle'ments (2001)
- Now... Us! (2002)
- Pure (2003)
- Destiny (2007)
- Welcome to the Dance (2009)
- 20 (2021)